# Circuito Internacional de Buddh
El circuito Internacional de Buddh, originalmente llamado Jaypee Group Circuit, es un circuito de carreras situado en Greater Noida, Uttar Pradesh (India). Albergó el Gran Premio de la India de Fórmula 1 desde 2011 hasta 2013. Fue diseñado por el arquitecto Hermann Tilke.

## Historia
En julio de 2007 se propuso que un circuito en Greater Noida podría construirse para albergar una carrera en la temporada 2009 de Fórmula 1.
En septiembre de 2007, dos lugares fueron propuestos Sohna (Haryana) y Greater Noida (Uttar Pradesh) para albergar una carrera para la temporada 2010.
En octubre de 2007 la FIA firmó un contrato con JPSK Sports Private Limited para organizar una carrera de Fórmula 1 en la India.

## Diseño
Consta de un trazado de 5,137 km y medio con 16 curvas y una capacidad para 150.000 espectadores con posibilidad de ampliarse hasta los 200.000.